# Areni

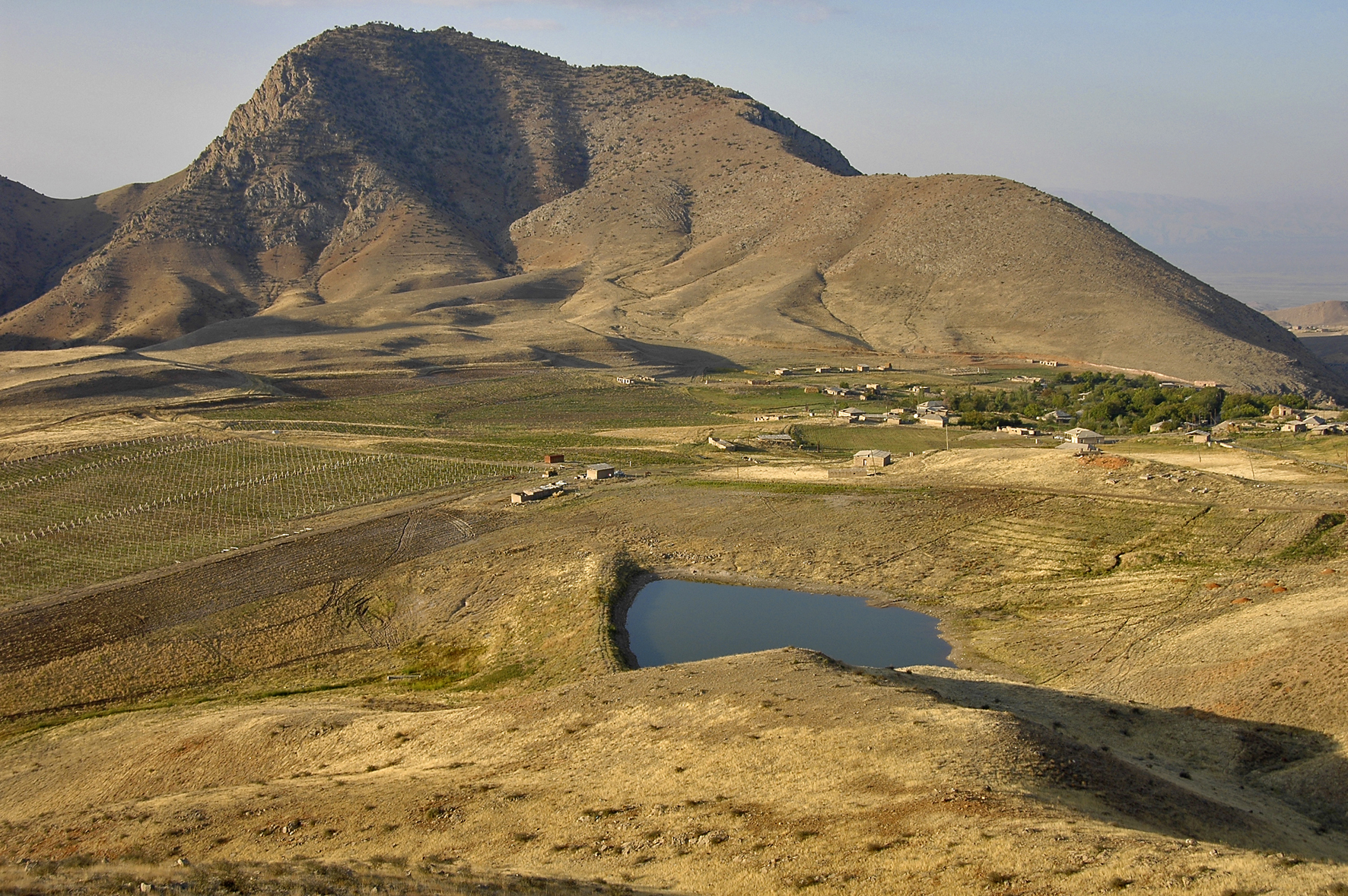
Areni az autóút felől

Areni (örmény írással: Արենի; korábban Arpa) falu Örményország Vajoc Dzor tartományában. Leginkább bortermeléséről ismert, bár a helyben készült bor nagy része a közeli Getap faluból származik. Areni temploma egyhajós, kétfolyosós örmény templom, amely 1321-ben épült az Arpa folyóra és a településre néző síkságon. Tervezője Momik, aki leginkább az Arenitől kb. 6 km-re délkeletre fekvő Noravank kolostora domborműves faragásainak készítőjeként ismert. A település őskori leleteiről is ismert, innen került elő többek közt a legrégebbi emberi agy az Óvilágban, a legrégebbi bőrcipő (Areni-1 cipő) és a legrégebbi borászat nyomai (Areni-1 borászat).

## Rézkori leletek
2007-ben egy örmény-ír expedíció próbaásatásokat végzett az Areni-1 barlangban. Az ásatások során i. e. 5000-4000 közti kőkori és kora bronzkori lelőhelyre bukkantak. A 2007-2008-ban folytatott ásatások a barlang hátsó helyiségében három temetkezési urnára bukkantak. Mindháromban rézkori emberi koponya volt, 9–16 év közti fiataloké, sírmellékletek nélkül. Az egyik koponyában fennmaradt az agyszövet egy része; ez a legrégebbi ismert emberi agy az Óvilágból.
A barlang betekintést nyújt a modern civilizáció eredetébe, többek közt megjelennek itt a borászat legkorábban ismert bizonyítékai, emellett cserépedényekből is kulturálisan sokszínű leletanyag került elő. Az ásatások során nagy mennyiségben kerültek elő rézkori leletek az i. e. 4200 és 3900 közti időszakból. Az újonnan előkerült leleteknek köszönhetően körülbelül 800 évvel korábbra tehető a kora bronzkori kulturális tevékenység kezdete a mai Örményország területén. A lelőhelyen előkerültek fém kések, több mint harmincféle gyümölcs magvai, számos gabonafaj maradványai, kötelek, ruhák, szalma, fű, nád, szárított szőlő és szilva is.
2011 januárjában a régészek bejelentették a legrégebbi ismert borászat felfedezését, hét hónappal a legrégebbi ismert bőrcipő, az Areni-1 cipő felfedezése után. Az Areni-1 borászat néven ismert, több mint hatezer éves lelőhelyen szőlőprés, fermentációs tartályok, edények és kupák kerültek elő. A régészek emellett szőlőmagvakat és a bortermő szőlő (Vitis vinifera) faj töveit is megtalálták. Patrick McGovern, a Pennsylvaniai Egyetem biomolekuláris antropológusa a lelet jelentőségét illetően megjegyezte: „Az, hogy a borkészítés i. e. 4000 körül már ilyen fejlett volt, azt jelenti, hogy a technológia valószínűleg jóval korábbi múltra tekint vissza.”
A település közelében találhatóak Szjunik vidéke urának, Tarsaitch Orbeliannak a 13. századi várának romjai. A templomtól 1 km-re északkeletre találhatóak egy 13. századi híd romjai; a hidat Szarkisz püspök építette 1265-1287 között. Ugyanitt láthatóak egy régebbi híd maradványai.

## Regény
2014 augusztusában jelent meg az Origins: Discovery című alternatív történelmi regény, melyben szerepel Arpa települése (Areni neve az 1930-as évek vége előtt) az 1930 és 1952 közti időszakban, valamint az Areni-1 barlang.

## Természeti környezet
A település természeti környezete félsivatagos, meszes talajú füves, borókaerdőkkel, sziklákkal és kanyonokkal. Areni környéke többféle ritka pillangó élőhelye, közte a Papilio alexanor, Colias chlorocoma, Colias aurorina, Pseudochazara schahrudensis, Tomares romanovi, Callophrys paulae fajoké és sok más fajé. Madarak közül megfigyelhető a dögkeselyű, a fehértorkú fülemüle, a 
kövi csuszka, a kucsmás sármány és több más faj.

## Galéria

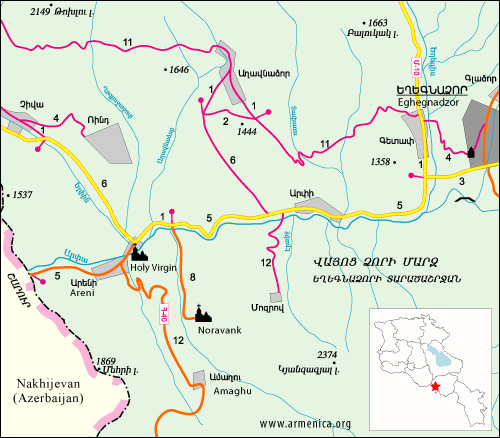
Areni és környékének térképe
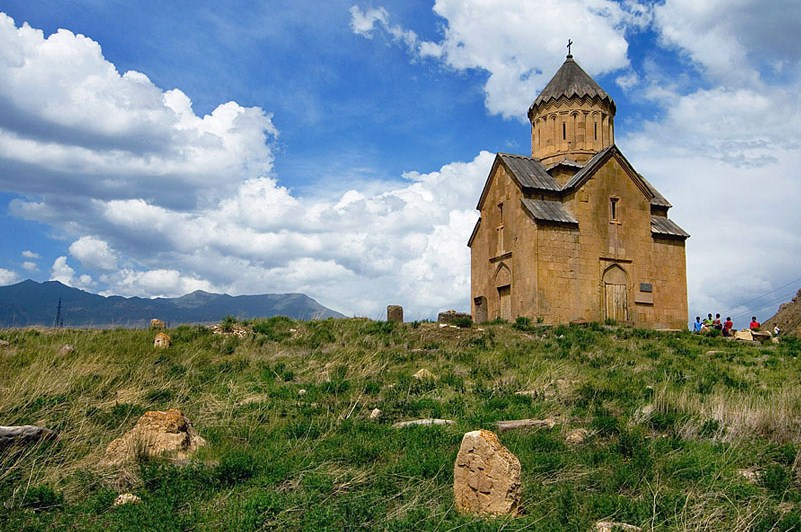
A Szent Asztvacacin-templom (1321)
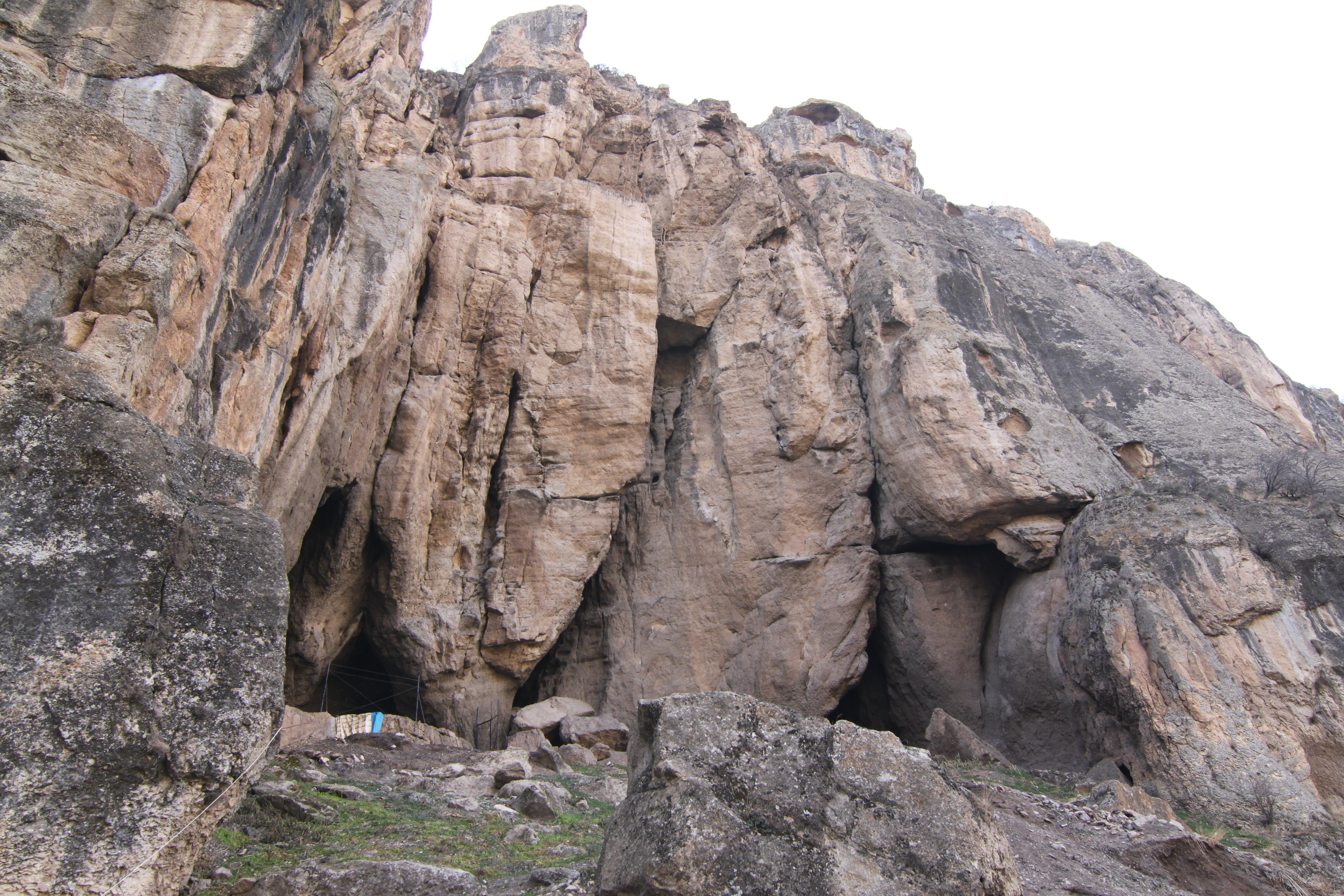
Az Areni-1 barlangrendszer bejárata
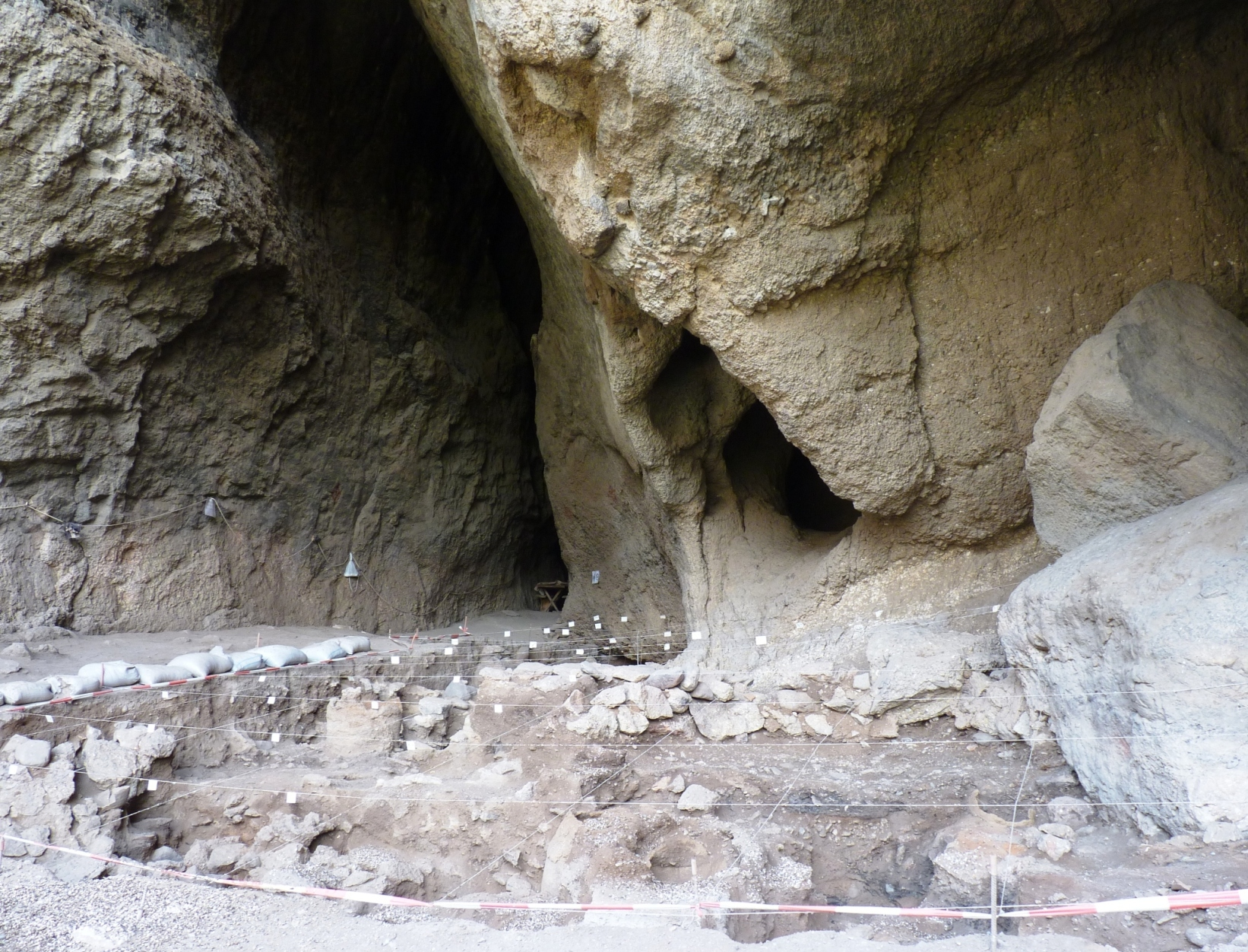
Az Areni-1 régészeti lelőhely 2012-ben
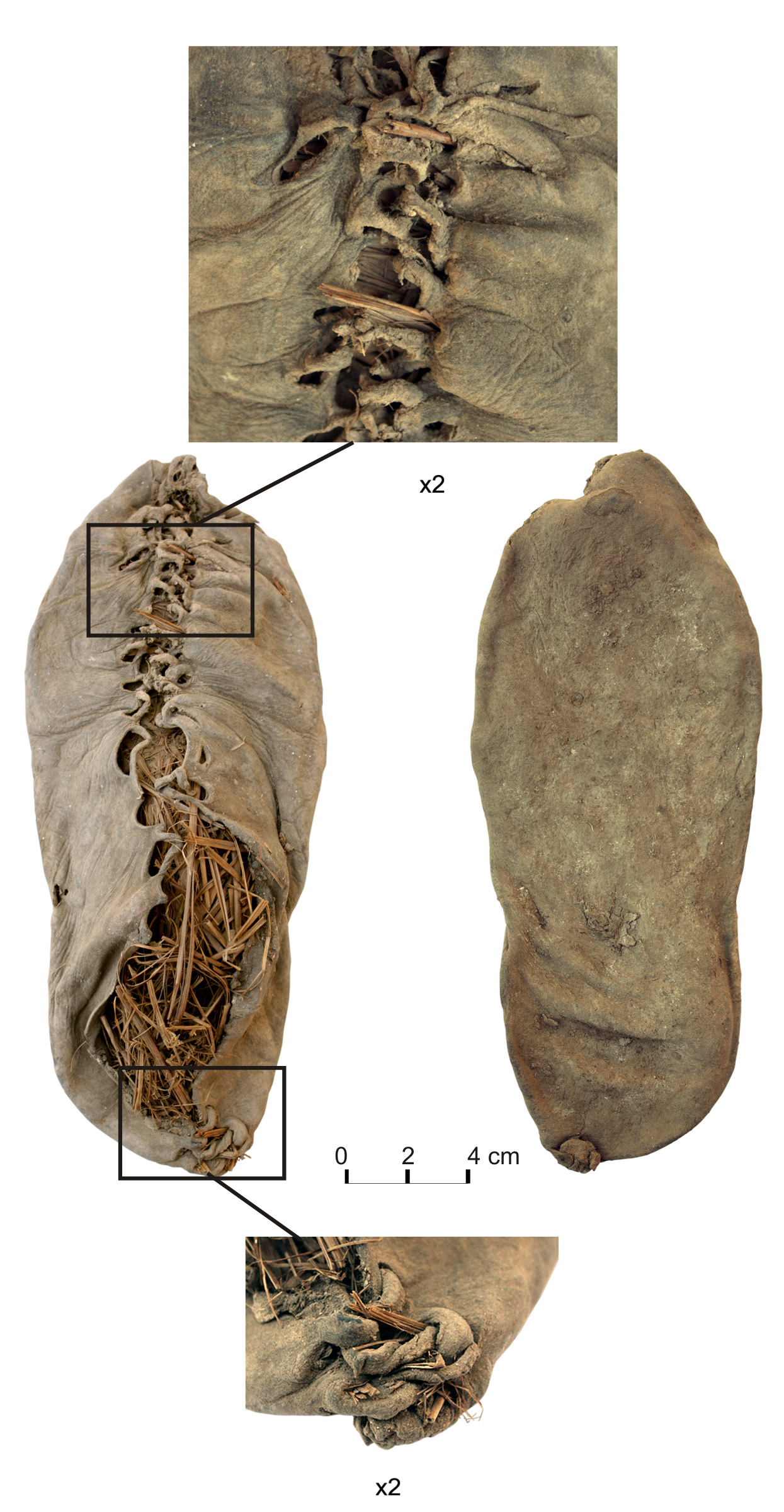
Az 5550 éves Areni-1 cipő

## Fordítás
- Ez a szócikk részben vagy egészben  az   Areni című angol Wikipédia-szócikk ezen változatának fordításán alapul.  Az eredeti cikk szerkesztőit annak laptörténete sorolja fel. Ez a jelzés csupán a megfogalmazás eredetét és a szerzői jogokat jelzi, nem szolgál a cikkben szereplő információk forrásmegjelöléseként.

## Külső hivatkozások
- World Gazeteer: Armenia – World-Gazetteer.com
- Kiesling, Brady (2005), Rediscovering Armenia: Guide, Jereván: Matit Graphic Design Studio
- Butterfly Conservation Armenia: Gnishik PBA. http://www.butterfly-conservation-armenia.org/gnisheek.html
- Armenian Bird Census Council: Birdwatching. https://web.archive.org/web/20161226055914/http://www.abcc-am.org/birdwatching.html